# 雙峰嶺國家公園
18°26′45″N 74°14′40″W / 18.44583°N 74.24444°W

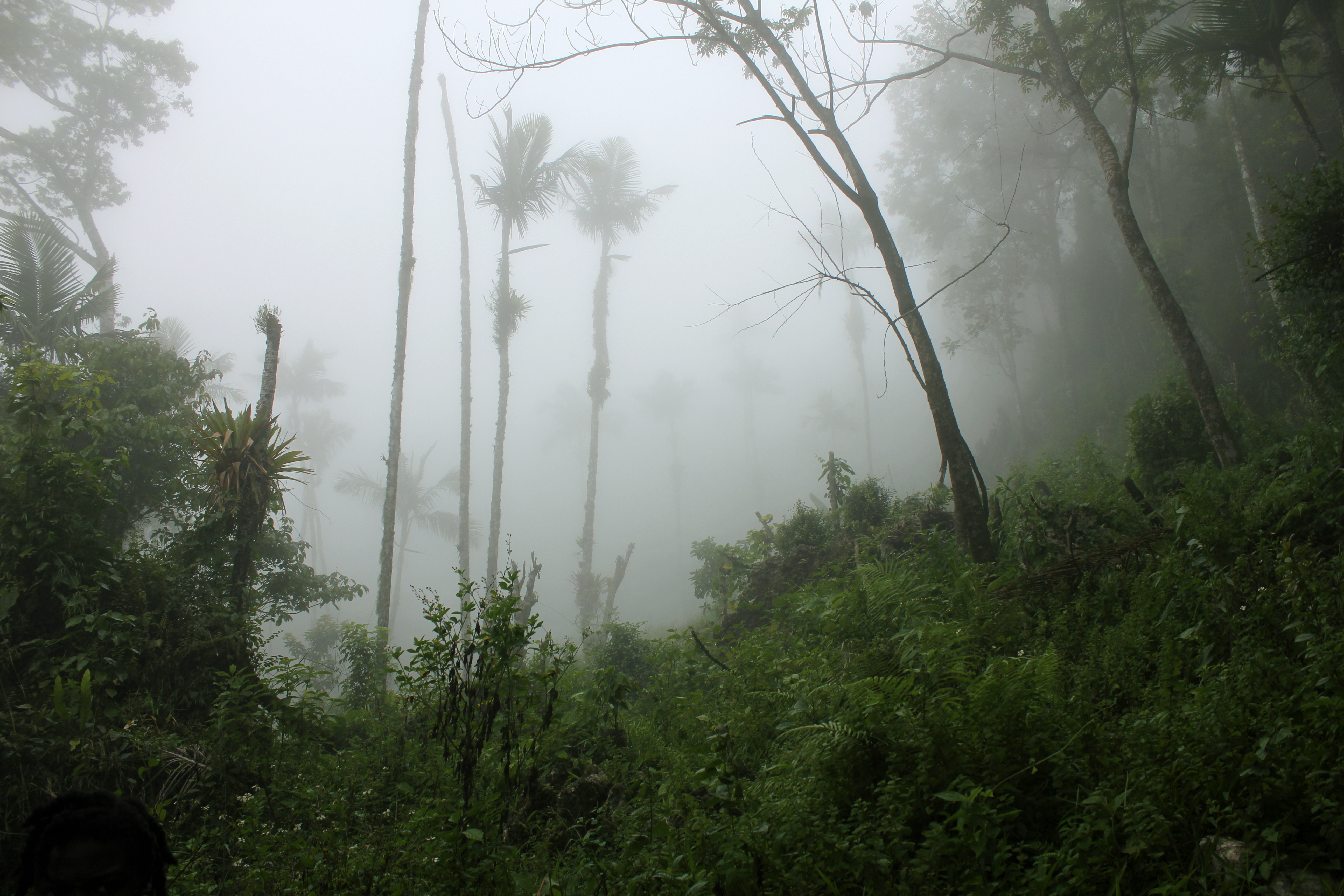

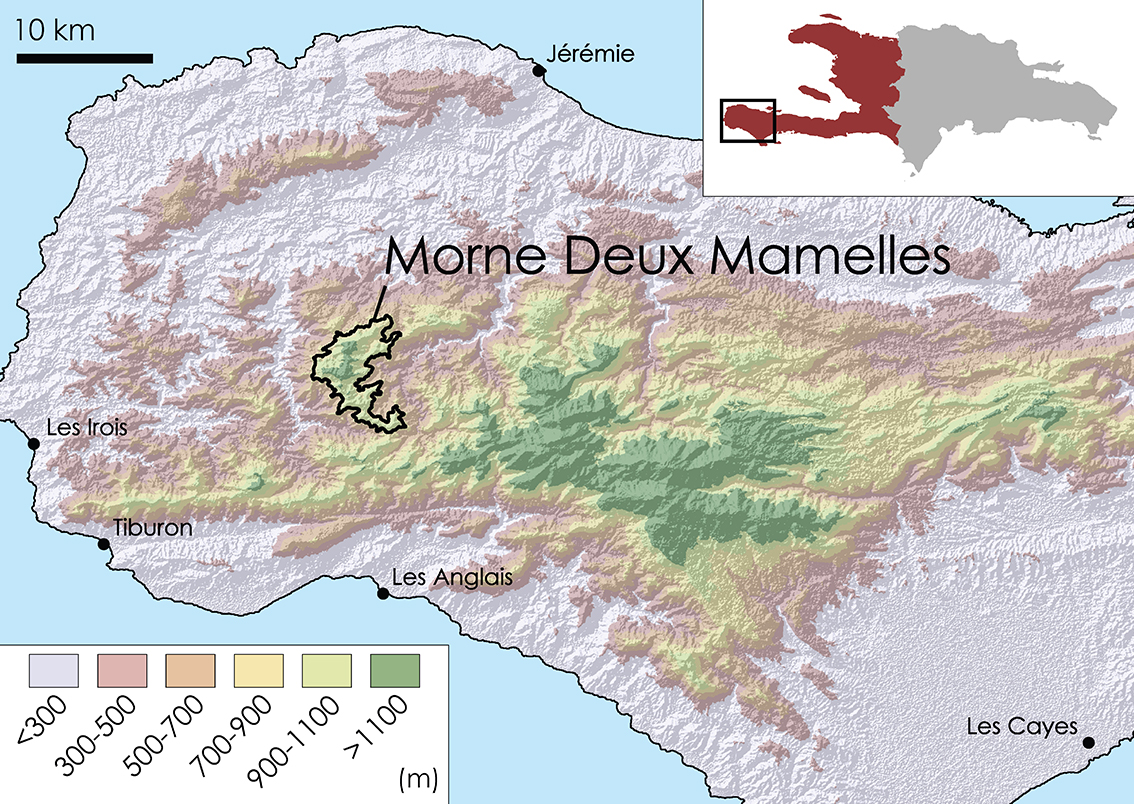

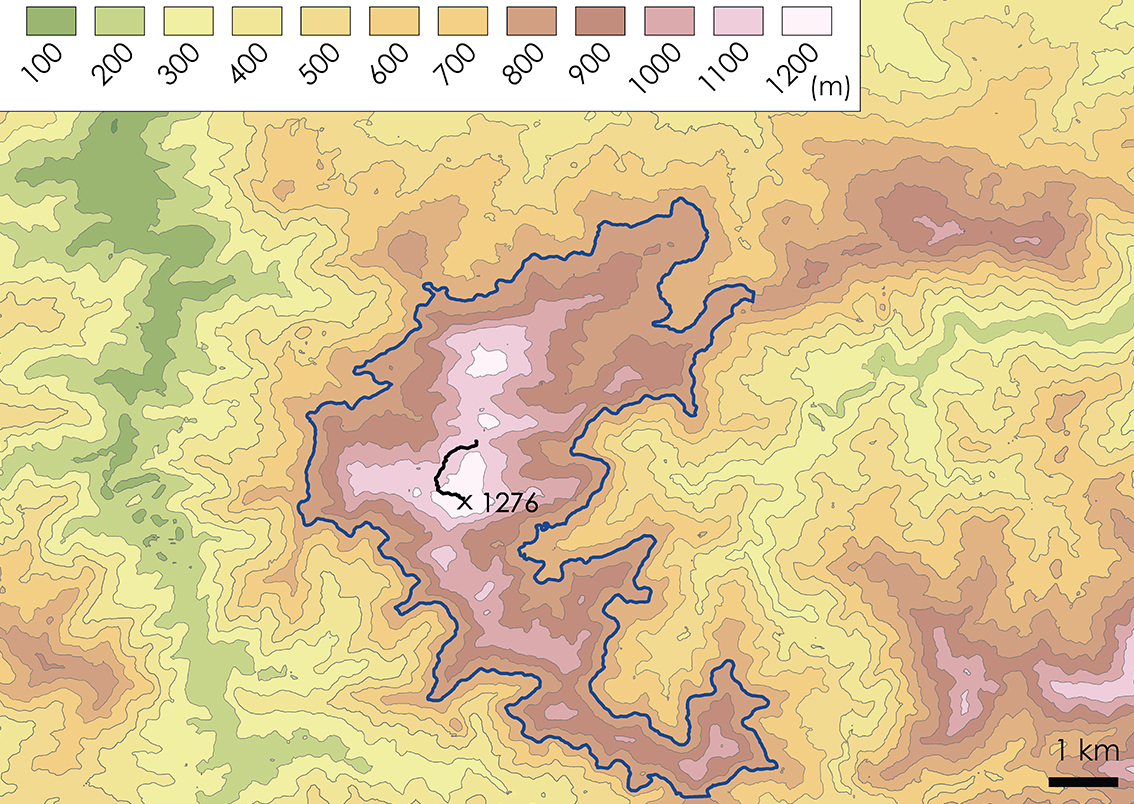

雙峰嶺國家公園是海地的國家公園，面積22.7平方公里，始建於2015年9月23日。2011年海地國家信託基金會創始人乘坐直升飛機訪問該地區並收集生物多樣性數據，這項工作的結果促使建立國家公園。